# Danh sách cầu thủ tham dự Cúp bóng đá châu Á 1980
Đây là các đội hình tham dự Cúp bóng đá châu Á 1980.

## Bảng A

### Bangladesh
Huấn luyện viên:  Abdur Rahim
, Selim (Đội trưởng)
, Rakib (VC)
, Shantu (GK)
, Pintu(GK)
, Abul
, Abu Yousuf
, Aminur
, Mokul
, Kowsar Ali
, Asish Vadra
, Mohasin
,Babul
, Kaji Anwar
, Hasanuzzaman Babul
, Seikh Aslam
, Kaji Salauddin
, Salam Mursedi
, Ashrafuddin Chunnu

### Trung Quốc
Huấn luyện viên:  Su Yongshun

| Số | VT | Cầu thủ         | Ngày sinh (tuổi)            | Trận | Bàn | Câu lạc bộ                |
| -- | -- | --------------- | --------------------------- | ---- | --- | ------------------------- |
| 1  | TM | Li Fusheng      | 4 tháng 1, 1953 (27 tuổi)   |      |     | Bayi Football Team        |
| 2  | HV | Cai Jinbiao     | 1954                        |      |     | Guangdong Provincial team |
| 3  | HV | Liu Zhicai      | 20 tháng 10, 1954 (25 tuổi) |      |     | Bayi Football Team        |
| 4  | HV | Lin Lefeng      | 16 tháng 10, 1955 (24 tuổi) |      |     | Liaoning F.C.             |
| 5  | HV | Chi Shangbin    | 19 tháng 9, 1949 (30 tuổi)  |      |     | Liaoning FC               |
| 6  | TV | Huang Xiangdong | 1958                        |      |     | Kunming Army Unit         |
| 7  | TĐ | Yang Yumin      | 1 tháng 1, 1955 (25 tuổi)   |      |     | Liaoning FC               |
| 8  | TV | Zuo Shusheng    | 13 tháng 4, 1958 (22 tuổi)  |      |     | Tianjin City              |
| 9  | TĐ | Xu Yonglai      | 16 tháng 8, 1954 (26 tuổi)  |      |     | Shandong                  |
| 10 | TĐ | Li Fubao        | 1954                        |      |     | Hebei                     |
| 11 | TV | Chen Jingang    | 17 tháng 2, 1958 (22 tuổi)  |      |     | Tianjin City              |
| 12 | HV | Zang Cailing    | 18 tháng 5, 1954 (26 tuổi)  |      |     | Central contract          |
| 13 | TĐ | Shen Xiangfu    | 27 tháng 5, 1957 (23 tuổi)  |      |     | Beijing Team              |
| 15 | TĐ | Gu Guangming    | 31 tháng 1, 1959 (21 tuổi)  |      |     | Guangdong Provincial team |
| 16 | HV | Wang Feng       | 1956                        |      |     | Guangxi                   |
| 18 | TV | Gai Zengchen    | 6 tháng 4, 1955 (25 tuổi)   |      |     | Liaoning                  |
| 20 | TV | Chen Xirong     | 1953                        |      |     | Guangdong Provincial team |
| 22 | TM | Xu Jianping     | 1 tháng 1, 1955 (25 tuổi)   |      |     | Tianjin City              |

### Iran
Huấn luyện viên:  Hassan Habibi

| Số | VT | Cầu thủ                 | Ngày sinh (tuổi)            | Trận | Bàn | Câu lạc bộ       |
| -- | -- | ----------------------- | --------------------------- | ---- | --- | ---------------- |
| 1  | TM | Nasser Hejazi           | 14 tháng 12, 1949 (30 tuổi) |      |     | Esteghlal F.C.   |
|    | TM | Karim Bostani           | b.1952                      |      |     | Niroo Ahvaz F.C. |
|    | HV | Nasrollah Abdollahi     | 2 tháng 9, 1951 (29 tuổi)   |      |     | Shahin F.C.      |
|    | HV | Mohammad Panjali        | 26 tháng 7, 1955 (25 tuổi)  |      |     | Persepolis F.C.  |
|    | HV | Habib Khabiri           | b.1954                      |      |     | Homa F.C.        |
|    | HV | Mehdi Dinvarzadeh       | 12 tháng 3, 1955 (25 tuổi)  |      |     | Shahin F.C.      |
|    | TV | Mahmoud Haghighian      |                             |      |     | Shahin F.C.      |
|    | TV | Hedayat Shoaar-Ghaffari |                             |      |     | Esteghlal F.C.   |
|    | TV | Amir Marzooqi           |                             |      |     | Shahin F.C.      |
|    | TV | Ahmad Sanjari           | 22 tháng 2, 1960 (20 tuổi)  |      |     | Homa F.C.        |
|    | TV | Hamid Derakhshan        | 23 tháng 1, 1959 (21 tuổi)  |      |     | Persepolis F.C.  |
|    | TV | Iraj Danaeifard         | 11 tháng 3, 1951 (29 tuổi)  |      |     | Esteghlal F.C.   |
|    | TV | Gholamreza Naalchegar   | 13 tháng 4, 1958 (22 tuổi)  |      |     | Esteghlal F.C.   |
|    | TV | Abdolreza Barzegari     | 3 tháng 7, 1958 (22 tuổi)   |      |     | Sanat Naft F.C.  |
|    | TV | Hamid Alidoosti         | 1 tháng 1, 1956 (24 tuổi)   |      |     | Homa F.C.        |
|    | TĐ | Hossein Faraki          | 22 tháng 3, 1957 (23 tuổi)  |      |     | PAS Tehran F.C.  |
|    | TĐ | Behtash Fariba          | 11 tháng 2, 1955 (25 tuổi)  |      |     | Esteghlal F.C.   |
|    | TĐ | Hassan Rowshan          | 24 tháng 10, 1955 (24 tuổi) |      |     | Esteghlal F.C.   |
|    | TĐ | Gholamreza Fathabadi    |                             |      |     | Esteghlal F.C.   |

### CHDCND Triều Tiên
Huấn luyện viên:  Yang Song-Guk

| Số | VT | Cầu thủ        | Ngày sinh (tuổi) | Trận | Bàn | Câu lạc bộ |
| -- | -- | -------------- | ---------------- | ---- | --- | ---------- |
| 1  |    | Kim Gang-Il    |                  |      |     |            |
| 2  |    | Kim Jong-Un    |                  |      |     |            |
| 5  |    | Cha Dong-Sok   |                  |      |     |            |
| 13 |    | Jon Byong-Ju   |                  |      |     |            |
| 12 |    | Kang Tae-Gwang |                  |      |     |            |
| 15 |    | Hwang Sang-Hoi |                  |      |     |            |
| 8  |    | Kim Bok-Man    |                  |      |     |            |
| 16 |    | Kim Jong-Man   |                  |      |     |            |
| 9  |    | Park Jong-Hon  |                  |      |     |            |
| 14 |    | Kim Gwan-Mo    |                  |      |     |            |
| 10 |    | Kim Gwang-Un   |                  |      |     |            |
| 7  |    | An Chang-Nam   |                  |      |     |            |
|    |    | Choi Jae-Pil   |                  |      |     |            |

### Syria
Huấn luyện viên:  Moussa Shammas

| Số | VT | Cầu thủ                | Ngày sinh (tuổi)           | Trận | Bàn | Câu lạc bộ    |
| -- | -- | ---------------------- | -------------------------- | ---- | --- | ------------- |
|    | TM | Ahmad Eid Berakdar (c) | 1 tháng 5, 1955 (25 tuổi)  |      |     | Al-Karamah SC |
|    | TM | Malek Shakuhi          | 5 tháng 4, 1960 (20 tuổi)  |      |     |               |
|    | TM | Nafaa Abdul Kader      |                            |      |     |               |
|    | HV | Issam Mahrous          | 7 tháng 4, 1959 (21 tuổi)  |      |     |               |
|    | TV | Mohamed Jazaeri        | 18 tháng 2, 1958 (22 tuổi) |      |     |               |
|    | HV | Mohammed Dahman        | 1 tháng 1, 1959 (21 tuổi)  |      |     | Al-Jaish SC   |
|    | TĐ | Marwan Madarati        | 18 tháng 3, 1959 (21 tuổi) |      |     | Al-Jaish SC   |
|    | TĐ | Jawdat Suleiman        |                            |      |     |               |
|    | TV | Kevork Mardikian       | 14 tháng 7, 1954 (26 tuổi) |      |     | Al-Jaish SC   |
|    |    | Nabil Elias            | 2 tháng 3, 1958 (22 tuổi)  |      |     |               |
|    | TV | Abdulfattah Hawa       |                            |      |     |               |
|    |    | Haytham Shehadeh       |                            |      |     |               |
|    | TĐ | Jamal Keshek           | 1959 (aged 21)             |      |     |               |
|    |    | Ahmad Darwish          |                            |      |     |               |
|    |    | Sadeq Al-Harsh         |                            |      |     |               |
|    | HV | Raghed Khalil          |                            |      |     |               |
|    | HV | Waleed Awad            |                            |      |     |               |
|    |    | Ibrahim Salama         |                            |      |     |               |
|    | TV | Husam Hourani          |                            |      |     |               |
|    | TV | Bashar Khalaf          |                            |      |     |               |

## Bảng B

### Kuwait
Huấn luyện viên:  Carlos Alberto Parreira

| Số | VT | Cầu thủ              | Ngày sinh (tuổi)            | Trận | Bàn | Câu lạc bộ    |
| -- | -- | -------------------- | --------------------------- | ---- | --- | ------------- |
| 1  | TM | Abdulnabi Al-Khaldi  |                             |      |     | Al-Arabi SC   |
| 22 | TM | Jasem Bahman         | 15 tháng 2, 1958 (22 tuổi)  |      |     | Al-Qadsia SC  |
| 3  | HV | Mahboub Juma'a       | 17 tháng 9, 1955 (24 tuổi)  |      |     | Al-Salmiya SC |
| 4  | HV | Jamal Al-Qabendi     | 7 tháng 4, 1959 (21 tuổi)   |      |     | Kazma SC      |
| 6  | TV | Saad Al-Houti (c)    | 24 tháng 5, 1954 (26 tuổi)  |      |     | Kuwait SC     |
| 10 | TĐ | Abdulaziz Al-Anberi  | 3 tháng 1, 1954 (26 tuổi)   |      |     | Kuwait SC     |
| 11 | TV | Nassir Al-Ghanim     | 4 tháng 4, 1961 (19 tuổi)   |      |     | Kazma SC      |
| 16 | TĐ | Faisal Al-Dakhil     | 13 tháng 8, 1957 (23 tuổi)  |      |     | Al-Qadsia SC  |
| 9  | TĐ | Jasem Yaqoub         | 25 tháng 10, 1953 (26 tuổi) |      |     | Al-Qadsia SC  |
| 18 | TV | Mohammed Karam       | 1 tháng 1, 1955 (25 tuổi)   |      |     | Al-Arabi SC   |
| 5  | HV | Waleed Al-Jasem      | 18 tháng 11, 1959 (20 tuổi) |      |     | Kuwait SC     |
| 7  | TĐ | Fathi Kameel         | 23 tháng 5, 1955 (25 tuổi)  |      |     | Al Tadamun SC |
| 17 | HV | Hamoud Al-Shemmari   | 26 tháng 9, 1960 (19 tuổi)  |      |     | Kazma SC      |
| 8  | TV | Abdullah Al-Buloushi | 16 tháng 2, 1960 (20 tuổi)  |      |     | Al-Arabi SC   |
| 15 | HV | Sami Al-Hashash      | 15 tháng 9, 1959 (21 tuổi)  |      |     | Al-Arabi SC   |
|    |    | Ahmed Al-Mekaimi     |                             |      |     |               |
|    |    | Ali Boudustor        |                             |      |     |               |
| 19 | TĐ | Muayad Al-Haddad     | 1 tháng 1, 1960 (20 tuổi)   |      |     | Khaitan SC    |
| 12 | TV | Yussef Al-Suwayed    | 20 tháng 9, 1958 (21 tuổi)  |      |     | Kazma SC      |
|    |    | Ahmed Askar          |                             |      |     | Al-Arabi SC   |
| 21 | TM | Adam Marjam          | 23 tháng 9, 1957 (22 tuổi)  |      |     | Kazma SC      |

### Malaysia[1][2]
Huấn luyện viên:  Mohamed Che Su
| Số | VT | Cầu thủ              | Ngày sinh (tuổi)            | Trận | Bàn | Câu lạc bộ         |
| -- | -- | -------------------- | --------------------------- | ---- | --- | ------------------ |
| 1  | TM | Ong Yu Tiang         |                             |      |     | Selangor FA        |
|    | TM | Peter Rajah          |                             |      |     | Sabah FA           |
|    | HV | Jamal Nasir Ismail   |                             |      |     | Pahang FA          |
|    | HV | Wan Jamak Wan Hassan | 22 tháng 11, 1957 (22 tuổi) |      |     | Johor FA           |
| 17 | HV | D. Davendran         |                             |      |     | Pahang FA          |
|    | HV | Yahya Jusoh          |                             |      |     | Terengganu FA      |
|    | HV | Kamaruddin Abdullah  |                             |      |     | Selangor FA        |
| 16 | HV | Nik Fauzi Hassan     |                             |      |     | Kelantan FA        |
| 3  | HV | Soh Chin Aun         | 28 tháng 7, 1950 (30 tuổi)  |      |     | Selangor FA        |
|    | TV | Bakri Ibni           | 25 tháng 8, 1952 (28 tuổi)  |      |     | Perlis FA          |
|    | TV | Shukor Salleh        |                             |      |     | Penang FA          |
| 6  | TV | S. Pusphanathan      |                             |      |     | Perak FA           |
| 2  | TV | G. Torairaju         | 29 tháng 5, 1956 (24 tuổi)  |      |     | Negeri Sembilan FA |
|    | TV | Abdah Alif           |                             |      |     | Pahang FA          |
| 14 | TĐ | Ramli Junit          |                             |      |     | Malacca FA         |
|    | TĐ | Tukamin Bahari       |                             |      |     | Johor FA           |
| 13 | TĐ | Zulkifli Hamzah      |                             |      |     | Terengganu FA      |

### Qatar
Huấn luyện viên:  Evaristo de Macedo

| Số | VT | Cầu thủ        | Ngày sinh (tuổi)          | Trận | Bàn | Câu lạc bộ   |
| -- | -- | -------------- | ------------------------- | ---- | --- | ------------ |
|    | TĐ | Mansoor Muftah | 1 tháng 1, 1955 (25 tuổi) |      |     | Al Rayyan SC |

### Hàn Quốc
Huấn luyện viên: Kim Jung-nam

| Số | VT | Cầu thủ         | Ngày sinh (tuổi)            | Trận | Bàn | Câu lạc bộ                 |
| -- | -- | --------------- | --------------------------- | ---- | --- | -------------------------- |
| 1  | TM | Kim Hwang-ho    | 15 tháng 8, 1954 (26 tuổi)  |      |     | Korea Automobile Insurance |
| 2  | HV | Kim Jong-pil    | 16 tháng 11, 1956 (23 tuổi) |      |     | Korea Electric Power       |
| 3  | HV | Hong Sung-ho    | 20 tháng 11, 1954 (25 tuổi) |      |     | Chungeui FC                |
| 4  | TV | Cho Kwang-rae   | 19 tháng 3, 1954 (26 tuổi)  |      |     | Chungeui FC                |
| 5  | HV | Kwon Oh-son     | 3 tháng 2, 1959 (21 tuổi)   |      |     | Seoul City                 |
| 6  | TV | Park Sung-wha   | 7 tháng 5, 1955 (25 tuổi)   |      |     | Chungeui FC                |
| 8  | HV | Cho Young-jeung | 18 tháng 8, 1954 (26 tuổi)  |      |     | Korea First Bank           |
| 9  | TĐ | Lee Young-moo   | 26 tháng 7, 1953 (27 tuổi)  |      |     | Chungeui FC                |
| 10 | TV | Shin Hyun-ho    | 21 tháng 9, 1953 (26 tuổi)  |      |     | Chungeui FC                |
| 11 | TĐ | Lee Jung-il     | 4 tháng 11, 1956 (23 tuổi)  |      |     | Commercial Bank of Korea   |
| 12 | HV | Choi Jong-duk   | 24 tháng 6, 1954 (26 tuổi)  |      |     | Chungeui FC                |
| 13 | HV | Chang Woe-ryong | 5 tháng 4, 1958 (22 tuổi)   |      |     | Yonsei University          |
| 14 | TĐ | Lee Tae-yeop    | 16 tháng 6, 1959 (21 tuổi)  |      |     | Seoul City                 |
| 15 | TV | Lee Kang-jo     | 27 tháng 10, 1954 (25 tuổi) |      |     | Korea University           |
| 16 | TĐ | Chung Hae-won   | 1 tháng 7, 1959 (21 tuổi)   |      |     | Yonsei University          |
| 18 | TĐ | Hwang Seok-keun | 3 tháng 9, 1960 (20 tuổi)   |      |     | Korea University           |
| 19 | HV | Yoon In-sun     | 1958                        |      |     | Yonsei University          |
| 20 | TV | Lee Tae-ho      | 26 tháng 4, 1961 (19 tuổi)  |      |     | Korea University           |
| 21 | TM | Cho Byung-deuk  | 26 tháng 5, 1958 (22 tuổi)  |      |     | Myongji University         |
| 22 | TV | Choi Soon-ho    | 10 tháng 1, 1962 (18 tuổi)  |      |     | POSCO FC                   |

### UAE
Huấn luyện viên:  Heshmat Mohajerani

| Số | VT | Cầu thủ                | Ngày sinh (tuổi) | Trận | Bàn | Câu lạc bộ    |
| -- | -- | ---------------------- | ---------------- | ---- | --- | ------------- |
| 1  | TM | Saeed Salbukh          |                  |      |     | Al Shabab AC  |
|    | HV | Hassan Ali             |                  |      |     |               |
|    | HV | Yousuf Mohammed        |                  |      |     |               |
|    | TV | Bader Ahmed Saleh      |                  |      |     |               |
|    |    | Abdulkarim Khammas     |                  |      |     |               |
|    |    | Jassim Mohammed        |                  |      |     |               |
|    |    | Mohammed Salem Hamdoun |                  |      |     | Al Ain FC     |
|    |    | Salem Saeed            |                  |      |     |               |
|    | TĐ | Ahmed Chombi           |                  |      |     |               |
|    |    | Salim Khalifa          |                  |      |     | Al-Wahda FC   |
|    |    | Salem Hadeed           |                  |      |     | Al Sharjah SC |
|    |    | Ghanem Al-Hajri        |                  |      |     |               |